# Deutsch-Asiatischer Wirtschaftskreis
Der Deutsch-Asiatische Wirtschaftskreis e. V. (abgekürzt DAW, englisch German-Asian  Business Circle) ist ein in Frankfurt am Main ansässiger Verein zur Förderung von Wirtschaftsbeziehungen zwischen den Ländern Asiens und Deutschland. Mit rund 1900 Unternehmen, Diplomaten und Institutionen zählt er zu den wichtigen deutsch-asiatischen Wirtschaftsinitiativen und veranstaltet einmal im Jahr den größten asiatischen Neujahrsempfang in Deutschland.

## Aktivitäten
Der DAW berät kostenlos seine rund 900 Mitglieder, vor allem mittelständische Unternehmen, die auf dem asiatischen Markt Fuß fassen wollen. Um ihnen eine Brücke zum dortigen Wirtschaftsraum zu bauen und konkrete Hilfestellungen beim Auf- und Ausbau von Geschäftsbeziehungen zu leisten, verfügt der Verein über ein Netzwerk von mehr als 2000 Kooperationspartnern, darunter Firmen und Institutionen sowie Botschaften, Generalkonsulate und Außenhandelskammern in den Ländern Asiens. Die Firmen setzen sich zu 70 Prozent aus deutschen und zu 30 Prozent aus asiatischen Unternehmen aller Größen und Branchen zusammen.
Mit Programmen wie „Diplomacy meets Business“ und dem „Executive Circle“ fördert der Verein zudem die Beziehungen deutscher Unternehmen mit den in der Bundesrepublik ansässigen Diplomaten und bringt diese mit den Spitzenkräften der deutschen Wirtschaft zusammen. Er organisiert darüber hinaus Umweltkonferenzen, Seminare, Ländertage, themenbezogene Veranstaltungen, etwa zur Produktpiraterie oder zur Airlinebranche, und Wirtschaftsreisen nach Asien. Wichtigste Veranstaltung ist der jährliche Neujahrsempfang, bei dem sich etwa 45 Unternehmen und Institutionen den Gästen an Informationsständen präsentieren. Hochkarätige Persönlichkeiten wie der Generalsekretär der ASEAN-Staaten, Surin Pitsuwan, sein Vorgänger Rodolfo C. Severino, Australiens Premierminister John Howard, der ehemalige Präsident der Europäischen Zentralbank, Jean-Claude Trichet, Hessens damaliger Ministerpräsident Roland Koch oder Thüringens damaliger Ministerpräsident Dieter Althaus wurden dort schon als Ehrengäste begrüßt. Auch der Premierminister von Vietnam, Nguyen Tan Dung, war bereits Gast des DAW in Frankfurt. Für ihn wurde 2008 ein Wirtschaftsgipfel veranstaltet.

## Der Verein

### Geschichte
Der DAW begann 1995 seine Arbeit mit der Ausrichtung eines Neujahrsempfanges mit 80 Gästen. Die Idee bestand darin, Vertreter deutscher Unternehmen und asiatischer Firmen und Institutionen in Frankfurt an einen Tisch zu bringen. Mittlerweile begrüßt der DAW bei dieser jährlichen Netzwerk-Veranstaltung um die 1000 Gäste auf dem Messegelände und baute ihn damit zum größten asiatischen Neujahrsempfang Deutschlands aus. Der Verein stieg zudem vom Ausrichter des alljährlichen Branchentreffpunktes zu einer europaweit anerkannten Institution für das Deutsch-Asiatische Netzwerk auf. Bereits im Jahr 1998 reiste die erste DAW-Delegation nach Asien, 2001 organisierte der Verein eine deutschlandweite Konferenz für das Wirtschaftsministerium Malaysias, weitere folgten.

### Der Gründer
Der für Hessen und Thüringen zuständige Honorargeneralkonsul von Nepal, Bodo Krüger, gründete den Verein im September 1995. Durch seine Tätigkeit als Referent des Wirtschaftsdezernenten und des Bürgermeisters der Stadt Frankfurt sowie 14 Jahre lang für die Wirtschaftsförderung der Stadt brachte er bereits vielfältige Erfahrungen im Austausch mit den asiatischen Partnern Frankfurts mit. 1994 ging er in die Selbstständigkeit und gründete das Unternehmen „Krueger Asia Affairs“, das speziell deutsche Unternehmen betreut, die den Weg nach Asien suchen und andererseits asiatischen Firmen hilft, sich in Deutschland zu etablieren. Er ist bis heute Präsident des DAW, Mitglied in verschiedenen Kuratorien. Als Partner der GIZ engagiert er sich für die Bildung von Projektgruppen mit deutschen Firmen zur Realisierung von Umweltprojekten in Nepal und anderen asiatischen Ländern. Zudem hält er Vorträge zu verschiedenen Themen Asiens.

## Organisation
Der Verein wird von einem achtköpfigen Vorstand geleitet, Präsident ist Bodo Krüger. In unterschiedlichen Ausschüssen werden Themen wie „Tourismus“, „Umwelt“ oder „Bildung“ diskutiert und Projekte dazu angestoßen. Seit 2006 wird der Verein unterstützt von einem Beirat, bestehend aus Experten zum Thema Asien wie etwa dem Politikwissenschaftler Eberhard Sandschneider, dem Leiter der Deutschen Gesellschaft für Auswärtige Politik in Berlin, oder dem Gründer der ersten chinesisch-deutschen Automobilfabrik Shanghai Volkswagen, Martin Posth.

### Repräsentanzen in Deutschland
Neben der Bundesgeschäftsstelle des Vereins in Frankfurt bestehen seit 2008 eine Repräsentanz für Mitteldeutschland in Erfurt und seit 2010 ein Büro für Berlin und Brandenburg in der Hauptstadt, zwei weitere in Bad Neuenahr (für Rheinland-Pfalz und das Saarland) und München (für Bayern) folgten.

### Vertretungen im Ausland
Der Verein unterhält Repräsentanzen in zehn asiatischen Ländern, darunter in Japan, Indien, der Volksrepublik China, Thailand, den Philippinen und Vietnam. Diese sind meist deutsche Unternehmer, die seit Jahren in diesen Ländern tätig sind, oder Mitarbeiter der dortigen Außenhandelskammern und anderer Institutionen.
Am 15. November 2011 eröffnete eine Niederlassung des Vereins im polnischen Krakau. Ein weiteres Büro in der Slowakei soll folgen. Auch ein europäischer Dachverband in Brüssel ist in Planung.

## Weblink
- Offizielle Website